# Thüringischer Geologischer Verein
Der Thüringische Geologische Verein e. V. ist ein Verein zur Förderung der Kenntnis der Geowissenschaften von Thüringen mit Sitz in Jena. Er pflegt die Tradition der geowissenschaftlichen Erforschung Thüringens und sammelt relevante Dokumente darüber in einem vereinseigenen Archiv.

## Geschichte
Am 14. Februar 1925 schlossen sich in Jena vier in Erfurt, Gera, Jena und Saalfeld bestehende geologische Vereinigungen zum Thüringischen Geologischen Verein zusammen. Ziel des Vereins war die Erforschung der geologischen Verhältnisse Thüringens. Nachdem nach Ende des Zweiten Weltkriegs das Vereinsleben zum Erliegen kam und der Verein de facto aufgehört hatte zu Bestehen wurde er entsprechend den Grundprinzipien seines Vorgängervereins im Jahr 1990 neu gegründet.
siehe: Thüringische Geologische Landesuntersuchung

## Vorsitzende

### Vor der Neugründung
- 1925–1935: Wilfried von Seidlitz
- 1935–1940: Gottlob Eduard Linck
- 1940–1946: Johannes Weigelt
- 1946–1947: Wilhelm Nöller

### Nach der Neugründung
- 1990: Gerd Seidel (* 1932)
- Lothar Viereck
- Christoph Heubeck - FSU Jena, Institut für Geowissenschaften

## Jahreshauptversammlungen

### Vor der Neugründung
- 1925: Elgersburg
- 1926: Pößneck
- 1927: Eisenach
- 1928: Arnstadt
- 1929: Altenburg
- 1930: Coburg
- 1931: Erfurt
- 1932: Jena
- 1933: Sonneberg
- 1934: Bad Blankenburg
- 1935: Schleusingen
- 1936: Plauen
- 1937: Nordhausen
- 1938: Eisenach
- 1939: Saalfeld
- 1940: Gera
- 1941: Erfurt (Sonderversammlung)
- 1941: Suhl
- 1942: Halle/Saale
- 1943: Schleiz

Kriegsbedingt konnten in den Jahren von 1944 bis 1946 keine Jahreshauptversammlungen oder Exkursionen durchgeführt werden.

### Nach der Neugründung
- 9. Juni 1990: Jena, Gründungsversammlung

## Publikationen
Der Verein gibt seit 1994 die wissenschaftliche Zeitschrift Beiträge zur Geologie von Thüringen, Neue Folge sowie das Mitteilungsblatt des Thüringischen Geologischen Vereins heraus.
In der Zeit davor wurden bis zum Jahr 1955 insgesamt 8 Bände der Beiträge zur Geologie von Thüringen veröffentlicht.
Dabei wurden vom letzten Band VIII die Hefte 1 bis 3 im Jahr 1944, die Hefte 4 bis 5 als Notausgabe im Jahr 1947 und das Heft 6 im Jahr 1955 mit einer Ceratiten-Arbeit von Hans Werner Rothe veröffentlicht.

## Ehrenmitglieder
- 1927: Ernst Zimmermann (1860–1944)
- 1928: Gottlob Linck (1858–1947)
- 1928: Ernst Weise (1843–1941)
- 1929: Hermann Franke (1847–1932)
- 1930: Johannes Walther (1860–1937)
- 1931: Richard Wagner (1847–1932)
- 1939: Adolf Franke (1860–1942)
- 1991: Rudolf Hohl (1906–1992)
- 1991: Karl Mägdefrau (1907–1999)
- 1991: Rudolf Meinhold (1911–1999)
- 1994: Heinz Pfeiffer (1921–1994)
- 1995: Hans-Dietrich Kahlke (1924–2017)
- 1995: Alfred Wätzel (* 1924)
- 1997: Gerd Seidel (* 1932)
- 1998: Otfried Wagenbreth (1927–2017)
- 2003: Josepha Wiefel (* 1929)
- 2005: Roland Geyer (1935–2013)
- 2010: Joachim Schubert (* 1944)
- 2012: Harald Lützner (* 1931)
- 2019: Volker Morgenroth (* 1937)
- 2019: Bernt Schröder (* 1933)